# Jean-Gabriel Diarra
Jean-Gabriel Diarra (Vanekui, Mali, 12 de julho de 1945 - Bamako, 28 de outubro de 2019) foi um clérigo maliano e bispo católico romano de San.
Jean-Gabriel Diarra recebeu o Sacramento da Ordem em 30 de dezembro de 1972.
Em 18 de novembro de 1987, o Papa João Paulo II o nomeou Bispo de San. O Cardeal Prefeito da Congregação para a Evangelização dos Povos, Jozef Tomko, o consagrou em 20 de novembro do mesmo ano; Co-consagradores foram o Arcebispo de Bamako, Luc Auguste Sangaré, e o Bispo Emérito de San, Joseph Paul Barnabé Perrot MAfr.